# アキュラシーインターナショナル AW50
アキュラシーインターナショナル AW50（英: Accuracy International AW50）は、イギリスのアキュラシー・インターナショナルで開発されたL96A1を、50口径仕様に再設計した対物狙撃銃である。

## 概要
AW50は、高精度の長距離狙撃用ライフルとして設計されている。L96A1よりも大型なため、銃床を左側に折りたためるようにすることにより、携行性を高めている。また、ボルトアクション方式で、機関部の下方に5発装填可能な脱着式の弾倉を装備している。さらに、遠距離の目標に対して正確な狙撃をするため、銃床先端部に折りたたみ式の二脚を装備し、銃床の下部にも補助脚が追加されている。
銃身先端には、円筒状の銃口制退器（マズル・コンペンセーター）を装備している。また、銃床後端にはゴム製のバット・プレートが装着されており、射撃時の反動を軽減する効果がある。

## 採用国
- イギリス
- オーストラリア
- ドイツ
- アイルランド
- タイ
- 韓国
- 日本 - 特殊急襲部隊が導入[1]

## バリエーション

### AW50F
全部品をスチールで製作したモデル。
重量を軽減し、全長を短くしたもの。重量は13,640g、全長は1,350mm、銃身長は686mm。
イギリス軍・オーストラリア軍・韓国特殊部隊などで採用されている。

### AW50FT
全部品をチタニウムで製作したモデル。重量は12,730g。他はAW50Fと同様。

### AX50
アキュラシー・インターナショナルの次世代タイプフレームを装備したモデル。

### AS50
アメリカ海軍特殊部隊Navy SEALsの要望で作られたセミオート式モデル。

## 登場作品

### 映画・テレビドラマ
『S.A.S. 英国特殊部隊』
未公開エピソード（第2話）にて、過激派組織に潜入したジェイミー・ダウ伍長がAW50Fを使用。
『キングスマン』
「キングスマン」エージェントの武器としてAX50が登場。狙撃訓練でエグジーが発砲し、的に指定されていた相手頭上の風船を1発で射抜く。

### ゲーム
『ARMA 2』
DLCの"British Armed Forces"に登場。
『Counter-Strike: Online』
AW50が無課金で使用可能。AS50も課金購入することで使用可能。
『Far Cry 2』
AS50が登場。耐久度があり、使用し続けるとジャムを起こしたり、暴発したりする。
『Just Cause』
「Barclay Phantom」の名称でAS50が登場する。二脚が装着されているが、使用できない。
『Sniper: Ghost Warrior』
Tyler Wells軍曹がAS50を初期装備として使用。
『WarRock』
『コール オブ デューティシリーズ』
『CoD:MW3』
AS50が登場。
『CoD:MW』
AX50が登場。
『CoD:MWII』
AW50が「Victus XMR」の名称で登場。
『バイオハザード6』
ピアーズ・ニヴァンスの初期装備。直動式（ストレートプル）ボルトアクション方式仕様でキャリングハンドル型ボルトハンドルを装着。
『龍が如く OF THE END』
主人公の一人「桐生一馬」の専用装備。